# صحرادرب آدریان
صحرادرب آدریان، روستایی از توابع بخش مرکزی شهرستان خمینی‌شهر در استان اصفهان ایران است.

## جمعیت
این روستا در دهستان ماربین وسطی قرار دارد و براساس سرشماری مرکز آمار ایران در سال ۱۳۸۵، جمعیت آن زیر سه خانوار بوده‌است.